# 야크젖 버터
야크젖 버터(티베트어: འབྲི་མར 브리마르)는 야크젖으로 만든 버터이다. 티베트, 네팔 등 중앙아시아에서는 야크젖 버터를 넣어 만든 수유차를 마시기도 한다.